# سواری (فیلم ۲۰۱۸)
سواری (به انگلیسی: Ride) نام فیلمی در ژانر دلهره‌آور و اکشن محصول ۲۰۱۸ بریتانیا. کارگردان و نویسندهٔ این فیلم جرمی آنگر است و بلا تورن، جسی آشر و ویل بریل در آن به ایفای نقش پرداخته‌اند.

## داستان
جیمز یک رانندهٔ اتومبیل تحت اپلیکیشن در لس‌آنجلس است. او مسافری به نام برونو را سوار می‌کند. برونو با وی سر صحبت را باز می‌کند و به او پیشنهاد می‌دهد که به محل پیاده کردن مسافر قبلی ـ که دختری بوده که مورد توجه جیمز قرارگرفته ـ بازگردند و جیمز با او دوست شود. در ابتدا همه‌چیز خوب است ولی برونو آنان را وارد یک بازی روانی مرگ و زندگی می‌کند.